# Episodi de L'ispettore Derrick (sesta stagione)
La sesta stagione della serie televisiva L'ispettore Derrick, composta da 13 episodi, è stata trasmessa in Germania dal 5 gennaio al 21 dicembre 1979 sul canale ZDF.
| nº Prima TV Germania | nº Produzione | Stagione x nº Episodio | Titolo originale       | Titolo italiano         | Prima TV Germania | Prima TV Italia   | Anno Produzione |
| -------------------- | ------------- | ---------------------- | ---------------------- | ----------------------- | ----------------- | ----------------- | --------------- |
| 53                   | 53            | 06x01                  | Der L-Faktor           | Il Fattore A            | 5 gennaio 1979    | 25 settembre 1983 | 1978            |
| 54                   | 54            | 06x02                  | Anschlag auf Bruno     | Attentato a Bruno       | 2 febbraio 1979   | 20 novembre 1981  | 1978            |
| 55                   | 55            | 06x03                  | Schubachs Rückkehr     | Il ritorno di Schubach  | 9 marzo 1979      | 8 dicembre 1981   | 1978            |
| 56                   | 56            | 06x04                  | Ein unheimliches Haus  | Un tè di mandorle amare | 30 marzo 1979     | 24 ottobre 1983   | 1978            |
| 57                   | 57            | 06x05                  | Die Puppe              | La bambola              | 11 maggio 1979    | 27 settembre 1983 | 1979            |
| 58                   | 58            | 06x06                  | Tandem                 | Tandem                  | 8 giugno 1979     | 14 dicembre 1981  | 1979            |
| 59                   | 59            | 06x07                  | Lena                   | Lena                    | 20 giugno 1979    | 26 settembre 1983 | 1979            |
| 60                   | 60            | 06x08                  | Besuch aus New York    | Una visita da New York  | 27 luglio 1979    | 31 luglio 1980    | 1979            |
| 61                   | 61            | 06x09                  | Ein Kongress in Berlin | Congresso a Berlino     | 24 agosto 1979    | 15 febbraio 1987  | 1979            |
| 62                   | 62            | 06x10                  | Das dritte Opfer       | La terza vittima        | 28 settembre 1979 | 24 novembre 1981  | 1979            |
| 63                   | 63            | 06x11                  | Die Versuchung         | La tentazione           | 26 ottobre 1979   | 9 dicembre 1981   | 1979            |
| 64                   | 64            | 06x12                  | Ein Todesengel         | L'angelo della morte    | 23 novembre 1979  | 23 settembre 1983 | 1979            |
| 65                   | 65            | 06x13                  | Karo As                | Asso di quadri          | 21 dicembre 1979  | 24 settembre 1983 | 1979            |

## Il Fattore A
- Titolo originale: Der L-Faktor
- Diretto da: Helmuth Ashley
- Scritto da: Herbert Reinecker
- Interpreti:[1][2] Horst Tappert - Stephan Derrick, Fritz Wepper - Harry Klein, Willy Schäfer - Willy Berger, Herbert Mensching - Professor Waldhoff, Katja Rupé - Dottoressa Irmgard Minz, Gisela Peltzer - Agnes Waldhoff, Mathieu Carrière - Heinz Bruhn, Wolfgang Müller - Michael Bruhn, Amadeus August - Dottor Klemm

### Trama
Il professor Waldhoff, un biochimico di fama internazionale, decide di invitare a casa propria la sua collaboratrice, la giovane dottoressa Irmgard Minz, per ultimare i preparativi di una relazione in vista di un importante congresso che si terrà a Vienna. L'istituto di Waldhoff sta lavorando a un progetto su come neutralizzare il "fattore R". Così alle otto di sera, Waldhoff telefona alla moglie Agnes chiedendole di preparare la cena anche per la collega ospite. Testimone della chiamata è il dottor Klemm. Quando Waldhoff e la Minz arrivano in casa dell'uomo alle otto e mezza, trovano il cadavere della moglie riverso sul pavimento del salotto. Waldhoff dice a Derrick di avere dei sospetti, perché la moglie aveva fatto amicizia con un giovane pregiudicato, Michael Bruhn.

## Attentato a Bruno
- Titolo originale: Anschlag auf Bruno
- Diretto da: Theodor Grädler
- Scritto da: Herbert Reinecker
- Interpreti:[3][4] Horst Tappert - Stephan Derrick, Fritz Wepper - Harry Klein, Willy Schäfer - Willy Berger, Volker Eckstein - Helmut Kerk, Dieter Schidor - Bruno Kerk, Michaela May - Gerda Henk, Peter Ehrlich - Oskar Kerk, Doris Schade - Martha Kerk, Herbert Strass - Walter Henk, Erni Singerl - signora Schwarzkopf, Gunther Beth - Ernst Weise, Udo Thomer - signor Schaufuss, Colly Petersen, Hanns Stein, Fritz Pauli

### Trama
Nel parcheggio di una discoteca viene ritrovato il corpo senza vita di Gerda Henk, morta strangolata. L'ispettore capo Stephan Derrick e il suo braccio destro Harry Klein scoprono dal fidanzato della ragazza che questa si era allontanata solo un istante per recarsi alla toilette ma non aveva più fatto ritorno. Un testimone fornisce alla polizia un valido aiuto, poiché aveva visto pochi istanti dopo il delitto un giovane, visibilmente sconvolto, allontanarsi dal parcheggio. Quando Derrick e Klein si recano a casa Henk per comunicare la tragica notizia ai genitori della vittima, scoprono che un vicino di casa, Bruno Kerk, un ragazzo psichicamente fragile, aveva l'abitudine di seguire insistentemente Gerda tanto che la ragazza ne aveva paura. D'altro canto il testimone riconosce il giovane che è fuggito dal parcheggio, però si tratta di Helmut Kerk, fratello di Bruno. Interrogato da Derrick e Klein, Helmut dice che era stato lì per cercare Bruno e lo aveva visto vicino al cadavere di Gerda con in mano la sua borsetta nera. Derrick è convinto che Bruno sia incapace di fare del male.

### Colonna sonora
- Luv', You're the Greatest Lover
- Supermax, Lovemachine

## Il ritorno di Schubach
- Titolo originale: Schubachs Rückkehr
- Diretto da: Theodor Grädler
- Scritto da: Herbert Reinecker
- Interpreti:[5][6] Horst Tappert - Stephan Derrick, Fritz Wepper - Harry Klein, Willy Schäfer - Willy Berger, Udo Vioff - Willi Schubach, Claus Biederstaedt - Dottor Homann, Christine Buchegger - Helga Homann, Christian Reiner - Gerhard Schubach, Rudolf Wessely - Rudolf Frank, Hanna Stadler - signora Schiebl

### Trama
Dopo otto anni di prigione, per omicidio volontario, Willi Schubach viene rilasciato sulla parola. La scarcerazione mette in grande agitazione il dottor Homann, suo ex avvocato. Homann ha sposato Helga, ex moglie di Schubach, soltanto due mesi dopo il divorzio. Rudolf Frank, un ex carcerato, ha riferito che Schubach, con il quale è stato compagno di cella per tre settimane, vuole ammazzare Homann in un modo raffinato da farla in barba a tutti. Dopo essere stato messo in guardia da Frank, l'avvocato Homann, temendo una vendetta da parte di Schubach, chiede l'intervento di Stephan Derrick. Dopo il rilascio Schubach si stabilisce dal fratello Gerhard e riprende a corteggiare l'ex moglie.

## Un tè di mandorle amare
- Titolo originale: Ein unheimliches Haus
- Diretto da: Alfred Vohrer
- Scritto da: Herbert Reinecker
- Interpreti:[7][8] Horst Tappert - Stephan Derrick, Fritz Wepper - Harry Klein, Willy Schäfer - Willy Berger, Eva Kotthaus - signora Schlör, Sascha Hehn - Martin Schlör, Paul Hoffmann - Georg Kamenoff, Nora Minor - Elvira Kamenoff, Wolfgang Büttner - Oskar Sobak, Alf Marholm - Dottor Beck, Ute Willing - Anita, Lisa Kreuzer - Annie

### Trama
La signora Ambach, anziana proprietaria di una pensione, da tempo sofferente di cuore, viene trovata morta nella sua stanza dalla sua governante, la signora Schlör. Il dottor Beck, chiamato d'urgenza, si rende immediatamente conto che l'anziana donna non è morta per cause naturali, ma avvelenata con del cianuro, poiché nella stanza, si percepisce ancora un sottile odore di mandorle amare. Il tè era stato preparato da Annie, la giovane cameriera della pensione. Annie era uscita per tre minuti dalla pensione, per lasciare il tè a raffreddarsi. In quei pochi minuti qualcuno poteva aver messo il veleno nella tazza. Periodo di bassa stagione, la pensione ospita solo Oskar Subak e i coniugi Georg e Elvira Kamenoff. La signora Ambach aveva una nipote, Anita, con la quale era in cattivissimi rapporti e il suo patrimonio passa ora all'erede designata, la signora Schlör. Per cercare di risolvere il caso, Derrick e Klein iniziano ad interrogare tutti gli ospiti della casa, la governante, la giovane cameriera e la nipote Anita e scoprono così che tutti avrebbero avuto un movente per compiere il delitto.

## La bambola
- Titolo originale: Die Puppe
- Diretto da: Theodor Grädler
- Scritto da: Herbert Reinecker
- Interpreti:[9] Horst Tappert - Stephan Derrick, Fritz Wepper - Harry Klein, Willy Schäfer - Willy Berger, Werner Schulenberg - Adi Dong, Siegfried Wischnewski - signor Gerdes, Karl Walter Diess - Johann Gall, Alwy Becker - signora Borisch, Eva Brumby - signora Sebald, Claudia Butenuth - Luise Staller, Erland Erlandsen - Dottor Schneider

### Trama
Alle quattro del pomeriggio la signora Elisabeth Gerdes è stata assassinata nella sua camera da letto nella sua lussuosa residenza di Dagobert Straße. All'arrivo della polizia, sia Louise, la cameriera che ha scoperto il corpo della padrona, sia il signor Gerdes, il marito della morta, un ricco imprenditore, sono talmente sconvolti da non essere in grado di fornire elementi utili all'indagine. La casa è apparentemente tutto in ordine. Mentre è interrogata da Klein, Louise nota un mazzo di fiori freschi che prima non c'era e il signor Gerdes non sa chi possa averlo portato. Derrick, che è ingessato, e Klein guardano il taccuino della signora dove trovano il nome di Adi Dong, un giovane che lavora come addetto alla manicure nel salone di bellezza di Johann Gall.

### Colonna sonora
- Frank Duval
- Mozart, Concerto per pianoforte e orchestra n. 9 e Concerto per pianoforte e orchestra n. 17

## Tandem
- Titolo originale: Tandem
- Diretto da: Zbyněk Brynych
- Scritto da: Herbert Reinecker
- Interpreti:[10] Horst Tappert - Stephan Derrick, Fritz Wepper - Harry Klein, Willy Schäfer - Willy Berger, Stefan Behrens - Ewald Bienert, Elisabeth Wiedemann - Charlotte Nolde, Raimund Harmstorf - Rudolf Nolde, Dirk Galuba - Euler, Karl Maria Schley - Rottmann, Dan van Husen - Moersch, Dirk Dautzenberg - barista

### Trama
Ewald Bienert, accanito giocatore di biliardo, telefona alla moglie dal suo solito bar per comunicarle che tarderà il rientro a casa. Durante la conversazione, si accorge che la donna è in pericolo. Corre a casa in compagnia del proprietario del bar e trova la moglie morta. Derrick, indagando, scopre che Bienert aveva dei precedenti penali. Bienert, ora trentaduenne, è stato dieci anni in prigione a Stadelheim per omicidio e rapina a mano armata. Da due anni è tornato uomo libero. La moglie era benestante ed aveva dodici anni più di Bienert, il quale non aveva mai parlato dei suoi pesanti precedenti penali. A Stadelheim Bienert aveva forti legami d'amicizia con altri due carcerati ora liberi, Euler, un assicuratore, e Rudolf Nolde, un altro uomo che ha sposato una donna più anziana di lui e di agiate condizioni economiche.

## Lena
- Titolo originale: Lena
- Diretto da: Theodor Grädler
- Scritto da: Herbert Reinecker

Interpreti: Horst Tappert - Stephan Derrick, Fritz Wepper - Harry Klein, Willy Schäfer - Willy Berger, Ursula Lingen - Lena, Rolf Becker - Wolfgang Horn, Beatrice Norden - Anita Horn, Heike Goosmann - Agnes Horn, Romuald Pekny - Dottor Voss, Thomas Braut - Mesmer, Hoachim Wichmann - Weyrich, Paul Müller - signor Witte, Rudolf Schündler

### Trama
Giunto a casa della ex moglie Anita, Wolfgang Horn scopre che la donna è stata uccisa. Wolfgang e Agnes erano separati da sei mesi. La mattina dell'omicidio Wolfgang aveva fatto una scenata davanti alla figlia Agnes, di dodici anni, all'uscita dalla scuola, schiaffeggiando Anita; l'intervento degli insegnanti aveva riportato la calma. Tuttavia Anita, rimasta sconvolta dall'accaduto aveva deciso di telefonare al suo avvocato, il Dottor Voss e, temendo per la sua incolumità, aveva organizzato un incontro con lo stesso avvocato e l'ex marito, che all'arrivo trova però deceduta Anita, presumibilmente assassinata. Agnes era stata affidata alla madre, mentre Wolfgang poteva vederla solo una volta al mese. Horn aveva reagito male al fatto, così pedinava e ghermiva occasionalmente la figlia portandosela a casa sua senza il consenso dell'ex moglie. Agnes aveva chiesto per ben due volte l'intervento della polizia. Causa del divorzio tra Agnes e Wolfgang è Lena, la sorella maggiore della donna. Lena, sordomuta dalla nascita, aveva trascorso gran parte della sua vita presso una zia, in campagna. Quando la zia era morta, Anita aveva deciso di prendere con sé la sorella. Successivamente a casa Horn c'erano stati violenti litigi perché l'uomo non voleva prendersi cura dell'"handicappata". Lena è un'abile ceramista e in casa ha una stanza dedicata a laboratorio. Unica testimone del delitto, Lena scagiona Wolfgang, facendo l'identikit di un altro uomo. Ma Derrick e Klein non sono convinti della testimonianza di Lena.

## Una visita da New York
- Titolo originale: Besuch aus New York
- Diretto da: Helmuth Ashley
- Scritto da: Herbert Reinecker
- Interpreti:[12] Horst Tappert - Stephan Derrick, Fritz Wepper - Harry Klein, Willy Schäfer - Willy Berger, Léonie Thelen - Anna Born, Bruno Walter Pantel - Oskar Megassa, Grete Zimmer - signora Megassa, Volker Eckstein - Heinz Megassa, Brad Harris - Bob Dryer, Til Erwig - Dottor Henz, Thomas Astan—Domnik, Wolfgang Köpke - Holger Schenk, Günter Heinlein - Jack T. Rawland, Maria Litto - Marion Kirst, Hertha Barian, Rolf Martens - poliziotto

### Trama
Prima un avvocato, il dottor Henz, e poi uno strano detective privato, bussano alla porta della famiglia Magassa e chiedono di Anna Born, una bella ragazza dedita alla danza, ignara di esser divenuta erede di un cospicuo patrimonio da parte di uno zio, Richard Born, che si è trasferito a New York nel 1932 e lì è morto da sei mesi. Ma Anna è a danza, allo studio Kirst, da cui a tarda sera viene prelevata dal suo giovane fidanzato Holger. Dopo essere partiti in moto, i due si accorgono di essere seguiti, e poi tamponati, da un'automobile. Dopo un violento impatto, Dominik muore la ragazza, ormai disperata, è certa che la disgrazia non sia stata accidentale e che si tratti, piuttosto, d'un tentato omicidio. Infatti, dalla dinamica del tamponamento, effettuato dalla Polizia Stradale, sembra icastico che non si tratta di una casuale disgrazia, visto che a far volare la moto risulta un'auto di grossa cilindrata che procedeva proditoriamente a folle velocità. La vittima designata era Anna. Dal lascito testamentario si scopre che, se Anna non può usufruire del patrimonio, andrà ai parenti della moglie di Richard. Alcuni componenti della famiglia della moglie, di cognome Dryer, hanno rapporti con la malavita newyorkese. Uno dei nipoti di Richard è appena arrivato a Monaco con l'apparente intento di proteggere Anna. il nipote dell'ex boss americano,

## Congresso a Berlino
- Titolo originale: Ein Kongreß in Berlin
- Diretto da: Helmuth Ashley
- Scritto da: Herbert Reinecker
- Interpreti:[13][14] Horst Tappert - Stephan Derrick, Fritz Wepper - Harry Klein, Thomas Braut - detective Jaschke, Rolf Bogus - detective Mierich, Will Quadflieg - Professor Braun-Gorres, Angela Salloker - signora Braun-Gorres, Judy Winter - Dr. Maria Meinrad, Bernd Herzsprung - Dr. Hauk, Claudia Demarmels - Pia Jurek, Ullrich Haupt - Hans-Martin Jurek, Karl Walter Diess - Dr. Maier-Ollendorf, Dirk Galuba - Der Narbige, Wolfried Lier - signor Hinz, Evelyn Palek - Lore Hinz

### Trama
Nel laboratorio diretto del professore Braun-Gorres, qualcuno ha ucciso Martini, il guardiano notturno nel tentativo di trafugare importanti documenti industriali riguardanti le ricerche farmacologiche del laboratorio. Inizialmente i documenti sembrano spariti, ma vengono ritrovati all'interno di una cassaforte. Quel documento, che riguarda le ricerche sui farmaci al silicio, fa gola alla concorrenza. La Dottoressa Maria Meinrad, una stretta collaboratrice di Braun-Gorres, racconta a Derrick e Klein di uno strano fatto avvenuto due mesi prima a Berlino: durante un congresso, un certo Jurek, un ex compagno di studi di Braun-Gorres, ora finito nel tunnel dell'alcool, aveva proposto di farsi intermediario di un altro gruppo interessato alle ricerche e disposto a sborsare un milione di marchi. Quindi Derrick contatta i colleghi di Berlino per sentire Jurek. I poliziotti berlinesi si recano nell'appartamento di Jurek, ma trovano la figlia Pia che risponde di non sapere dove sia il padre. Jurek viene trovato ucciso all'interno di un autobus.

## La terza vittima
- Titolo originale: Das dritte Opfer
- Diretto da: Alfred Vohrer
- Scritto da: Herbert Reinecker
- Interpreti:[15] Horst Tappert - Stephan Derrick, Fritz Wepper - Harry Klein, Willy Schäfer - Willy Berger, Jutta Speidel - Gabriele Voss, Lambert Hamel - Albert Grosser, Eva Christian - Hella Dorp, Heinz Drache - Martin Dorp, Gudrun Genest - signora Karges, Gudo Hoegel - Alfred Dorp

### Trama
Derrick trascorre qualche giorno di riposo a Bad Wissee, una località termale della Baviera. Qui fa la conoscenza di Albert Grosser, anch'egli di Monaco, un quarantaquattrenne che è in compagnia di Gabriele Voss, una studentessa della locale scuola di Economia Domestica, che ha ventitré anni. Grosser sembra godersi la vita e non bada certo a spendere i suoi soldi, anche al casinò. Appena rientrato in albergo, Derrick è raggiunto da una concitata telefonata di Albert Grosser, che gli comunica che qualcuno gli ha sparato poco prima. Derrick si reca in albergo e trova Grosser morto. La vacanza di Derrick si trasforma così in un'altra impegnativa indagine e inizia a collaborare con i colleghi di Miesbach. Grosser viveva nella casa del ricco cognato Martin Dorp e lavorava come magazziniere nella sua ditta. Arrivato a casa Dorp per interrogare i famigliari, Derrick ritrova la giovane Gabriela.

## La tentazione
- Titolo originale: Die Versuchung
- Diretto da: Erik Ode
- Scritto da: Herbert Reinecker
- Interpreti:[16][17] Horst Tappert - Stephan Derrick, Fritz Wepper - Harry Klein, Willy Schäfer - Willy Berger, Peter Fricke - Rolf Sossner, Dany Sigel - Ingrid Möbius, Klaus Wildbolz - Walter Möbius, Heinz Moog - Oswald Demmer, Andrea Dahmen - Vera Schneider, Karlheinz Lemken - Roland Schneider, Wilfried Blasberg - usciere

### Trama
Rolf Sossner e Walter Möbius, due piccoli imprenditori di Monaco, si trovano in gravi difficolta economiche tanto che rischiano il fallimento dell'azienda. Hanno un debito di un milione di marchi. L'unico che potrebbe aiutarli è il suocero di Walter, il signor Oswald Demmer, ma si rifiuta e disprezza l'uomo che ha sposato la figlia perché lo considera un incapace. Allora Möbius e Sossner pensano di simulare un rapimento ai danni del primo, affinché Demmer si veda costretto a pagare il riscatto. Benché facenti parte della squadra omicidi, Derrick e Klein si interessano al caso. I presunti rapitori chiamano casa Möbius per il pagamento del riscatto. Il misterioso uomo indica a Sossner di arrivare su un ponte e di gettare la valigia con dentro i soldi. Quando il riscatto viene finalmente pagato, però il rapito non fa ritorno e dei rapitori non c'è traccia. Un po' alla volta Sossner ammette alla moglie di Möbius che il rapimento era simulato. Poco dopo Derrick e Klein scoprono che il cadavere di Möbius è stato trovato in un cantiere dietro al museo.

## L'angelo della morte
- Titolo originale: Ein Todesengel
- Diretto da: Alfred Vohrer
- Scritto da: Herbert Reinecker
- Interpreti:[18] Horst Tappert - Stephan Derrick, Fritz Wepper - Harry Klein, Willy Schäfer - Willy Berger, Sabine von Maydell - Anita Glonn, Christian Quadflieg -Arthur Tobbe, Brigitte Mira - signora Tobbe, Dirk Dautzenberg - signor Tobbe, Thomas Fritsch - Martin Elsner, Peter Lühr - Dottor Kirchoff, Johanna Elbauer - Regine Glonn

### Trama
Arthur Tobbe si trova davanti a una birreria con una ragazza appena conosciuta. All'improvviso qualcuno gli spara, ferendolo di striscio. La ragazza, che non si era presentata, scompare e Tobbe non sa niente di lei. La polizia è sicura che la sconosciuta sia complice del mancato assassinio. Dimesso dall'ospedale, una decina di giorni dopo Tobbe, che vive con i genitori in un appartamento, riceve a domicilio la visita della ragazza che si presenta con il nome di Anita Glonn. Ora anche Tobbe sospetta che dietro l'attentato ci sia la ragazza. Anita Glonn fa la modella glamour ed ha un forte legame con un giovane di nome Martin Elsner. Klein riesce a inseguire, senza farsi notare, l'auto di Elsner, che si reca in una clinica psichiatrica Höhenheim. Klein telefona a Derrick, rimasto in centrale. Quindi Derrick si precipita alla clinica. Derrick e Klein parlano con il direttore, il Dottor Kirchoff. Nella clinica è ricoverata Regine Glonn, sorella di Anita, impazzita dopo aver assunto LSD in occasione di una festicciola, Martin Elsner ne è il fidanzato.

## Asso di quadri
- Titolo originale: Karo As
- Diretto da: Dietrich Haugk
- Scritto da: Herbert Reinecker
- Interpreti:[19][20] Horst Tappert - Stephan Derrick, Fritz Wepper - Harry Klein, Günther Maria Halmer - Jochen Karo, Klausjürgen Wussow - Bernhard Demmler, Joana Maria Gorvin - Agnes Demmler, Katerina Jacob - Luisa Demmler, Heinrich Starhemberg - Roman Schulz, Sepp Wäsche - Wirt, Heinz Herki, Leopold Gmeinwieser

### Trama
Mentre sta chiudendo un'imposta di una finestra di casa sua, Agnes Dammler, un'anziana signora in agiate condizioni economiche, viene colpita alle spalle da una pallottola. Si tratta chiaramente di un fallito attentato. Agnes viene portata in ospedale dove viene curata. Agnes sta divorziando dal giovane marito Bernhard. La figlia Luisa sospetta immediatamente di Bernhard, il quale ha un alibi inattaccabile. Mentre è ricoverata, Agnes riceve la visita di un giovane, studente universitario in Filologia classica, di nome Jochem Karo, soprannominato "Karo As" (asso di quadri).